# RD-701
O RD-701 foi um projeto experimental de motor de foguete de combustível líquido desenvolvido pela Energomash na Rússia. A intenção era que ele fosse usado na espaçonave MAKS, antes que o projeto fosse cancelado. O RD-701 era um motor "tripropelente", rico em oxidante que usava um ciclo de combustão em estágios com pós combustão dos gases quentes da turbina. Esse motor tinha dois modos de operação. No Modo #1 usava três componentes: LOX como oxidante e uma mistura de combustíveis com RP-1 e LH2 atuando nas camadas mais baixas da atmosfera; já o Modo #2 usava apenas LOX e LH2 e atuava quando a espaçonave estava na alta atmosfera ou no vácuo.
O RD-701 se tornou a base para o RD-704, com apenas uma câmara de combustão.